# Pierre van Rossum

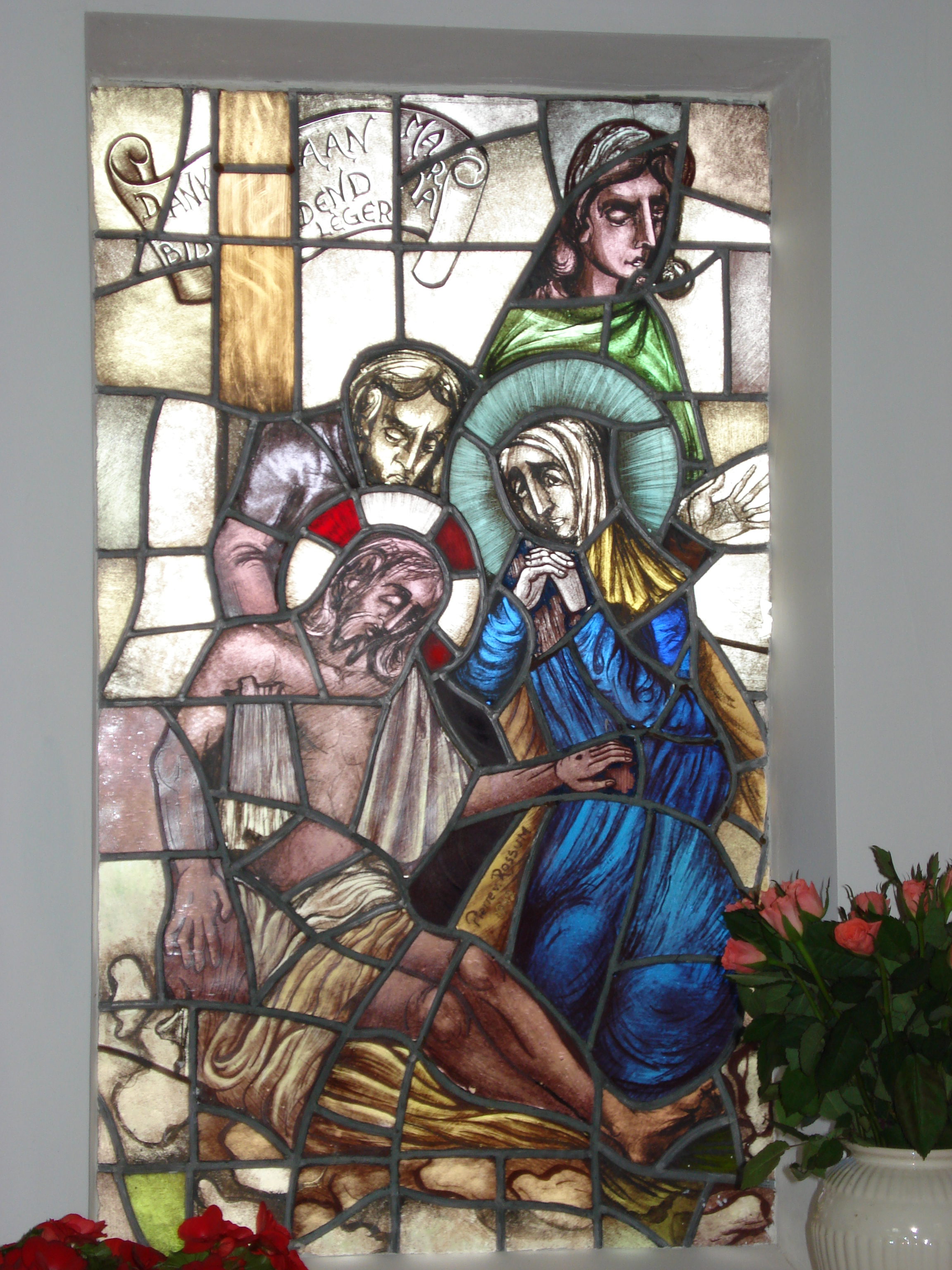
Kruisafneming van Jezus, Kapel der Zeven Weeën, 1949

Petrus Lambertus Theodorus (Pierre) van Rossum (Herpen, 16 mei 1919 - Verenigde Staten, 2003) was een Nederlands glazenier.
Van Rossum volgt in Arnhem de kunstacademie en gaat daarna in de leer bij de glazeniers Joep Nicolas en de gebroeders Den Rooyen in Roermond. Hij begint na de Tweede Wereldoorlog in Kampen een atelier samen met Henk van de Burgt waarbij Van Rossum onder andere gebrandschilderde ramen maakte. Na enkele jaren ging hij voor zichzelf werken in Boxtel. In 1956 emigreert Van Rossum naar Canada en verhuist later door naar de Verenigde Staten. Daar vervaardigt hij naast ramen ook wandschilderingen en mozaïeken.

## Werk
Werken van Van Rossum bevinden zich onder andere in:
- Sint-Sebastianuskerk in Herpen (verwijderd)
- Sint-Luciakerk in Ravenstein, samen met Piet Koppens
- Maria Magdalenakerk in Geffen
- Kapel der Zeven Weeën in Megen
- Sint-Annakapel in Koolwijk (verwijderd)
- Sint-Servatiuskerk in Borkel
- Bisschoppelijk paleis in 's-Hertogenbosch
- Gedenkraam Limburgse evacués in Meppel
- Sint-Damianuskerk in Niftrik (glas in lood + kruisweg)